# Boshruyeh (shahrestan)
Boshruyeh (persiska: بشرويه), eller Shahrestan-e Boshruyeh (شهرستان بشرويه), är en shahrestan, delprovins, i Iran. Den ligger i provinsen Sydkhorasan, i den östra delen av landet. Administrativt centrum är staden Boshruyeh.
Delprovinsen hade 26 064 invånare 2016.